# Dumitru Răducanu
Dumitru Răducanu (ur. 19 lipca 1967) – rumuński wioślarz, sternik, trzykrotny medalista olimpijski i wielokrotny medalista mistrzostw świata.

## Kariera
Wystartował na igrzyskach olimpijskich w Los Angeles w 1984, gdzie Rumuni w składzie: Dimitrie Popescu, Vasile Tomoiagă i Dumitru Răducanu zdobyli srebrny medal w dwójkach ze sternikiem. W finale o 5,22 sekundy przegrali z osadą Włoch, a o 1,60 sekundy wyprzedzili osadę USA. Kolejne dwa medale zdobył na igrzyskach olimpijskich w Barcelonie w 1992. Najpierw Viorel Talapan, Iulică Ruican, Dimitrie Popescu, Nicolae Țaga i Dumitru Răducanu zwyciężyli w czwórkach ze sternikiem, wyprzedzając Niemców o 0,97 sekundy i Polaków o 2,90 sekundy. Następnie razem z Popescu i Țagą zajął trzecie miejsce w dwójkach ze sternikiem, o 1,75 sekundy za Brytyjczykami i o 0,60 sekundy za Włochami. Brał także udział w igrzyskach olimpijskich w Sydney w 2000, zajmując szóste miejsce w ósemkach.
W czwórkach ze sternikiem zdobył też złoto na mistrzostwach świata w Motherwell (1996), srebro na mistrzostwach świata w Wiedniu (1991) i brąz na mistrzostwach świata w St. Catharines (1999). Ponadto był drugi w dwójkach ze sternikiem na mistrzostwach świata w Hazewinkel (1985) i |mistrzostwach świata w Motherwell (1996) oraz trzeci na mistrzostwach świata w Kopenhadze (1987) oraz trzeci w ósemkach na mistrzostwach świata w Kolonii (1998).
Po zakończeniu kariery został trenerem wioślarstwa.